# OmniWeb
OmniWeb — web-браузер для Mac OS X розроблений компанією Omni Group(сайт Omni Group [Архівовано 10 листопада 2006 у Wayback Machine.](англ.)).